# Football en Irlande du Nord
Le football est un des sports les plus populaires en Irlande du Nord. Mais à l’image de son grand voisin du sud, le football le plus suivi et encouragé est celui d’Angleterre ou d’Écosse. Le football local, professionnel depuis 1894, n’est que peu suivi. Les meilleurs footballeurs nationaux jouent dans le championnat anglais ou écossais et ignorent le championnat local.

## Organisation
L’Association irlandaise de football (ou IFA) est l’organisme qui gère le football en Irlande du Nord. Cette fédération a été créée en 1880. Elle est affiliée à la FIFA depuis 1911 et est membre de l'UEFA depuis sa création en 1954.  L’IFA était à l’origine la fédération de football pour toute l’île d’Irlande mais à la suite de l'indépendance de l’État d’Irlande en 1922 et à la création de la Fédération d'Irlande de football en 1923 elle ne représente plus que l’Irlande du Nord.

## Histoire
Officiellement le football est arrivé en Irlande en 1878 avec la tenue d’un match exhibition à Belfast entre deux équipes écossaises. Toutefois ce sport semble avoir fait ses premiers pas sur l’île dès les années 1860. Des clubs en Ulster y jouaient des matches contre les pêcheurs écossais pendant les escales. des matchs sont organisés de manière certaine à Belfast en 1875 et 1877 et un autre dans le Comté de Cork en 1877. D'autres ont lieu dans le comté de Sligo entre 1879 et 1882. Le tout premier match dont on ait trace écrite se déroule le 11 décembre 1875. Il oppose des membres du Ulster Cricket Club sur le terrain du Prospect à Belfast.
John McAlery, un homme d'affaires nord-irlandais qui a découvert ce nouveau sport lors de son voyage de noces à Glasgow est donné comme l'instigateur d'un match de démonstration entre deux équipes écossaises le 24 octobre 1878, les Caledonians et le Queen's Park Football Club. Il fonde l'année suivante le tout premier club de football d'Irlande, le Cliftonville Football Club et compte parmi les fondateurs de la Association irlandaise de football en 1880. Il est depuis les années 1930 donné comme étant le "père du football en Irlande".
La première compétition officielle l'Irish Cup commença dès 1881. Le sport se répandit rapidement à toute l’île et gagna Dublin dès les années 1890. Un championnat d’Irlande fut alors organisé. Le professionnalisme fut légalisé en 1894.
Après la séparation de l’île d’Irlande en deux États, le championnat continue en Irlande du Nord, reprenant l’historique et le palmarès de la compétition.

## Les compétitions

### Le système actuel
| Niveau | Divisions                   | Divisions                   | Divisions                   | Divisions                   | Divisions                   | Divisions                   |
| ------ | --------------------------- | --------------------------- | --------------------------- | --------------------------- | --------------------------- | --------------------------- |
| 1      | Irish Premiership 12 clubs  | Irish Premiership 12 clubs  | Irish Premiership 12 clubs  | Irish Premiership 12 clubs  | Irish Premiership 12 clubs  | Irish Premiership 12 clubs  |
| 2      | IFA Championship 1 14 clubs | IFA Championship 1 14 clubs | IFA Championship 1 14 clubs | IFA Championship 1 14 clubs | IFA Championship 1 14 clubs | IFA Championship 1 14 clubs |
| 3      | IFA Championship 2 16 clubs | IFA Championship 2 16 clubs | IFA Championship 2 16 clubs | IFA Championship 2 16 clubs | IFA Championship 2 16 clubs | IFA Championship 2 16 clubs |

### Le système de championnat national depuis 1880
| Années    | Senior                                                                      | Niveau intermédiaire                                                           | équipes reserves                           |
| --------- | --------------------------------------------------------------------------- | ------------------------------------------------------------------------------ | ------------------------------------------ |
| 1890-1951 | Irish Football League                                                       | ...                                                                            | ...                                        |
| 1951-1977 | Irish Football League                                                       | Irish Football League B Division                                               | Irish Football League B Division           |
| 1977-1995 | Irish Football League                                                       | Irish Football League B Division Section 1                                     | Irish Football League B Division Section 2 |
| 1995-1999 | Irish Football League Premier Division Irish Football League First Division | Irish Football League B Division Section 1                                     | Irish Football League B Division Section 2 |
| 1999-2003 | Irish Football League Premier Division Irish Football League First Division | Irish Football League Second Division                                          | Irish Football League Reserve League       |
| 2003-2004 | Irish Premier League                                                        | Irish Football League First Division Irish Football League Second Division     | IFA Reserve League                         |
| 2004-2008 | Irish Premier League                                                        | IFA Intermediate League First Division IFA Intermediate League Second Division | IFA Reserve League                         |
| 2008-2009 | IFA Premiership                                                             | IFA Championship IFA Interim League                                            | IFA Reserve League                         |
| 2009-     | IFA Premiership                                                             | IFA Championship 1 IFA Championship 2                                          | IFA Reserve League                         |

## Football féminin en Irlande du Nord
Le football féminin en Irlande du Nord est organisé par la NIWFA, la Northern Ireland Women's Football Association qui est affiliée à la fédération d'Irlande du Nord de football. Elle existe depuis 1977.
De nos jours il y a environ 700 joueuses âgées de plus de 14 ans licenciées en Irlande du Nord.
La compétition s’organise au tour de deux épreuves, le championnat et la coupe.

## Stades
Le plus grand stade d’Irlande du Nord est Windsor Park avec près de 20 000 places
| #   | Stade                 | Capacité | CiVille       | équipe                                            |
| --- | --------------------- | -------- | ------------- | ------------------------------------------------- |
| 1   | Windsor Park          | 20,332   | Belfast       | Équipe d'Irlande du Nord de football, Linfield FC |
| 2   | The Oval              | 15,000   | Belfast       | Glentoran FC                                      |
| 3=  | New Grosvenor Stadium | 8,000    | Lisburn       | Distillery FC                                     |
| 3=  | Shamrock Park         | 8,000    | Portadown     | Portadown FC                                      |
| 5   | Brandywell Stadium    | 7,700    | Derry         | Derry City FC                                     |
| 6=  | Seaview               | 6,500    | Belfast       | Crusaders FC                                      |
| 6=  | The Showgrounds       | 6,500    | Coleraine     | Coleraine FC                                      |
| 6=  | The Showgrounds       | 6,500    | Newry         | Newry City                                        |
| 9   | Taylor's Avenue       | 6,000    | Carrickfergus | Carrick Rangers                                   |
| 10  | Stade de Solitude     | 5,182    | Belfast       | Cliftonville FC                                   |
| 11= | Stade de Ballymena    | 5,000    | Ballymena     | Ballymena United                                  |
| 11= | Mourneview Park       | 5,000    | Lurgan        | Glenavon FC                                       |

## Les équipes nationales
Comme l'Écosse et le pays de Galles, l’Irlande du Nord, bien que n’étant pas un État à part entière, est reconnu comme tel par la FIFA et possède donc son équipe nationale.
L'équipe d'Irlande du Nord de football est constituée par une sélection des meilleurs joueurs nord-irlandais sous l'égide de la Fédération d'Irlande du Nord de football. Ses joueurs sont sélectionnés selon les conditions d'admissibilité en sélection d'un joueur britannique.
L’équipe nationale a participé à trois phases finales de Coupe du monde atteignant les quarts de finale en 1958, le deuxième tour en 1982 et participant seulement au premier tour en 1986. Depuis cette date elle n’a plus jamais participé à une phase finale de compétition internationale.

## Principaux joueurs
Le plus grand joueur nord-irlandais est sans conteste George Best.
| - Gerry Armstrong (A) - George Best (A) - Joe Bambrick (A) - Billy Bingham (M) - Danny Blanchflower (A) | - Roy Carroll (G) * - Colin Clarke (A) - Mal Donaghy (D) - Stuart Elliott (M) - Billy Gillespie (A) | - Keith Gillespie (M) - Billy Hamilton (A) - David Healy (A)* - Aaron Hughes (D) - Pat Jennings (G) | - Andrew Kirk (A) - Neil Lennon (M)* - John McClelland (D) - Sammy McIlroy (M) - David McCreery (M) | - Sammy Nelson (D) - Chris Nicholl (D) - Jimmy Nicholl (D) - Martin O'Neill (D) - James Quinn (A) | - Pat Rice (D) - Lawrie Sanchez (A) - Maik Taylor (G) - Norman Whiteside (A) - Nigel Worthington (D) |